# Чемпионат России по женской борьбе 2019
Чемпионат России по женской борьбе 2019 года прошёл с 14 по 18 марта в Улан-Удэ (Бурятия).

## Медалистки
| Весовая категория | Золото                                         | Серебро                                         | Бронза                                                                             |
| ----------------- | ---------------------------------------------- | ----------------------------------------------- | ---------------------------------------------------------------------------------- |
| До 50 кг          | Надежда Соколова Новгородская область          | Валерия Чепсаракова Кемеровская область, Москва | Кристина Пономарёва Брянская область Анжелика Ветошкина Санкт-Петербург            |
| До 53 кг          | Стальвира Оршуш Бурятия                        | Екатерина Полещук Краснодарский край            | Лейла Карымова Оренбургская область Александра Скиренко Краснодарский край, Москва |
| До 55 кг          | Нина Менкенова Бурятия                         | Марина Симонян Москва, Ростов                   | Надежда Третьякова Кемеровская область Елизавета Чеснокова Иркутская область       |
| До 57 кг          | Ольга Хорошавцева Красноярский край            | Мария Гурова Московская область                 | Александра Андреева Калининградская область Хадижат Муртазалиева Дагестан          |
| До 59 кг          | Светлана Липатова Татарстан                    | Вероника Чумикова Бурятия, Чувашия              | Севиль Назарова Якутия Алёна Сангадиева Бурятия                                    |
| До 62 кг          | Анжела Фоменко Москва, Алания                  | Анна Щербакова Бурятия                          | Юлия Алборова Москва Ульяна Тукуренова Бурятия                                     |
| До 65 кг          | Наталья Федосеева Кемеровская область          | Динара Салихова Красноярский край               | Елизавета Сорокина Московская область Дарья Бобрулько Брянская область             |
| До 68 кг          | Ханум Велиева Красноярский край                | Анастасия Братчикова Московская область         | Диана Хамаева Москва, Северная Осетия Юлия Максимова Красноярский край             |
| До 72 кг          | Татьяна Колесникова Москва, Ростовская область | Светлана Бабушкина Брянская область             | Алёна Стародубцева Красноярский край Валентина Тохтоева Иркутская область          |
| До 76 кг          | Наталья Воробьёва Санкт-Петербург              | Ксения Буракова Красноярский край               | Кристина Шумова Красноярский край                                                  |